# سيجانا
سيجانا (بالإنجليزية: Sežana)‏ هي مستوطنة تقع في سلوفينيا في Sežana Municipality.[بحاجة لمصدر] يقدر عدد سكانها بـ 5,573 نسمة ومساحتها 15.3 كم2 ووترتفع عن سطح البحر 360.5 متر.

## المدن التوأمة
مدن غيفغليا، Montbrison، راب (توضيح)، Sant'Ambrogio di Valpolicella، Sant'Ambrogio sul Garigliano، غورنيي ميلانوفاتس وتوري (بوليا) هي مدن توأمة لـسيجانا.